# Grupo de Coppet

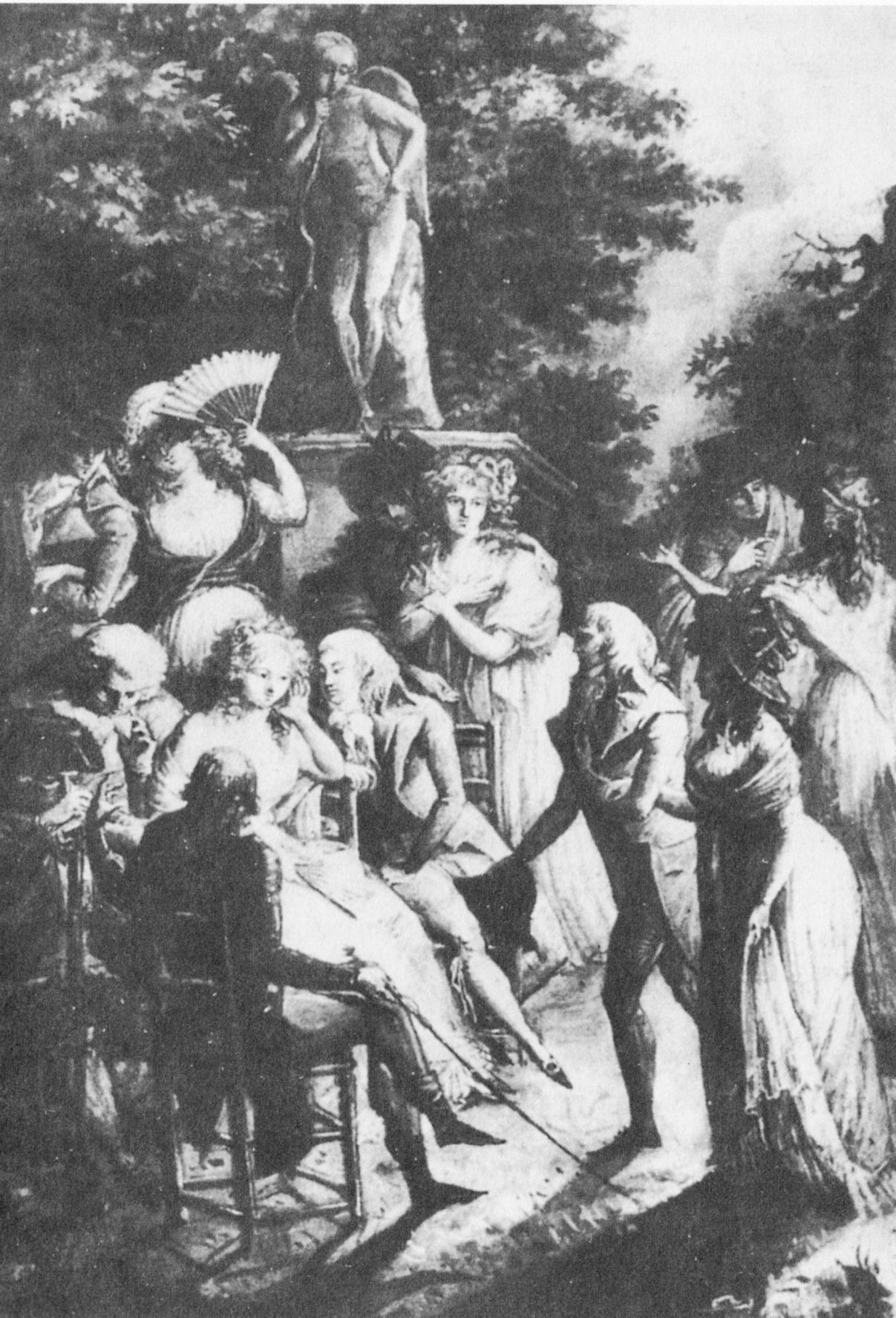
Madame de Stael y el grupo de Coppet

El grupo de Coppet (Grupo Coppet), también conocido como el Círculo grupo de Coppet, fue una reunión intelectual y literaria informal centrada en Germaine de Staël durante el período de tiempo entre el establecimiento del Primer Imperio Napoleónico (1804) y la Restauración Borbónica (Restauración Borbónica en Francia) de 1814-1815. El nombre proviene del Coppet Castle en Suiza.
El grupo, que continuó ampliamente las actividades de los salones anteriores de Madame de Staël, tuvo una influencia considerable en el desarrollo del liberalismo y el romanticismo del siglo XIX. Stendhal se refirió a los invitados de Coppet como "los  Estados Generales de la opinión europea".

## Los participantes

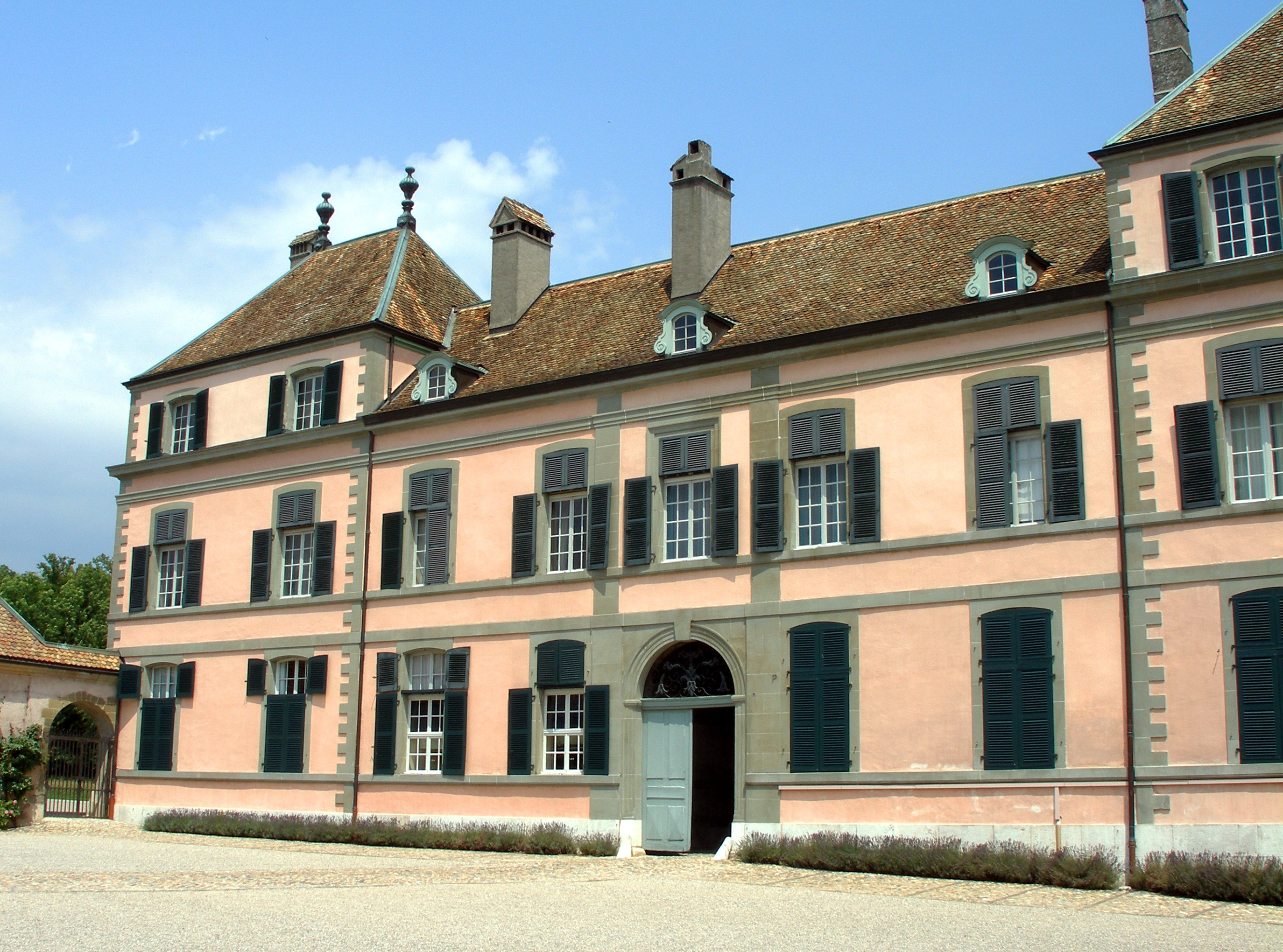
Coppet Castle En Suiza

Alrededor del grupo principal que consistía en los anfitriones en el castillo de Coppet, la familia Necker, es decir Jacques Necker y su hija, Germaine de Staël y su amante de mucho tiempo, Benjamin Constant, con su primo de matrimonio, Albertine Necker de Saussure, Wilhelm von Humboldt, Jean de Sismondi, Charles Victor de Bonstetten, Prosper de Barante, Mathieu de Montmorency y August Wilhelm Schlegel, hubo una corriente de visitantes internacionales de influencia masculina y femenina. Estos incluyeron:
- Ernestine von Arco, madame Maximilian von Montgelas
- Odilon Barrot
- Louis de Beaupoil de Saint-Aulaire
- Andrew Bell
- Guillermina de Sagan
- Claude Ignace de Barante
- José Bonaparte
- Ludovico di Breme
- Victor de Broglie
- Sir Henry Brougham
- Friederike Brun
- Lord Byron.[9]
- John Campbell, 1st Marquess of Breadalbane
- Adelbert von Chamisso
- François-René de Chateaubriand
- Carl von Clausewitz
- Jean-Barthélémy Le Couteulx de Canteleu (1749-1818)
- Humphry Davy
- Jane Davy, born Kerr
- Etienne Dumont
- Mary Elliot
- Sarah Sophia Fane, Countess of Jersey
- Marc Etienne Frossard (1757-1815)
- David François Gaudot (1756-1836)
- Jean-Antoine Gauvin, dit Gallois (1761- 1828)
- Charles de Gentil de Langalerie (1751–1835)
- Joseph Marie de Gérando
- François Guizot
- Emma, Lady Hamilton
- Frederic-Cesar de La Harpe
- John Cam Hobhouse
- Claude Hochet
- Charles Huchet de La Bédoyère
- Carolina Friederica von Humboldt
- Countess Dorota Barbara Jablonowska, Madame Józef Klemens Czartoryski
- Camille Jordan
- Arnail François, marquis de Jaucourt
- Wiktor Pavlovich Kotschubei
- Juliane von Krüdener
- Alexandre de Laborde
- Alphonse de Lamartine
- Matthew Lewis
- Aline Lugo
- Jacob Frédéric Lullin de Châteauvieux
- Sir James Mackintosh
- Louis Manuel
- Friedrich von Matthisson
- Luise von Matthisson
- Jakob Heinrich Meister
- Francesco Melzi d'Eril
- Dorothea Mendelssohn
- John Izard Middleton
- Johannes von Müller
- Alexis de Noville
- Adam Oehlenschläger
- Henry Petty-Fitzmaurice, 3rd Marquess of Lansdowne
- Charles Pictet de Rochemont
- Alfonso Pignatelli de Aragón
- Gennaro Pignatelli, principe di Belmonte
- John William Polidori
- Prince Augustus of Prussia
- Charles-Victor Prévot, vicomte d'Arlincourt
- Juliette Récamier
- Guillaume Anne de Constant Rebecque, seigneur de Villars (1750-1832)
- François Dominique de Reynaud, Comte de Montlosier
- Adolph Ribbing
- Carl Ritter
- Albert de Rocca
- Samuel Rogers
- Sarah Rogers, sister of Samuel Rogers
- Sir Samuel Romilly
- Elzéar de Sabran (1774-1846)
- Aleksander Antoni Sapieha
- Pedro de Sousa Holstein, 1st Duke of Palmela
- Spalding sisters
- Jean-Baptiste Antoine Suard
- Friedrich Tieck
- Prince Peter Iwanowitsch Tufiakin
- Henry Vassall-Fox, 3rd Baron Holland
- Zacharias Werner
- Charles de Villers
- George Child Villiers, 5th Earl of Jersey
- Élisabeth Vigée Le Brun
- Caspar Voght

## Further reading
- Hofmann, Étienne, ed. (1982). Benjamin Constant, Madame de Staël et le Groupe de Coppet: Actes du Deuxième Congrès de Lausanne à l'occasion du 150e anniversaire de la mort de Benjamin Constant Et Du Troisième Colloque de Coppet, 15-19 juilliet 1980 (en francés). Oxford, The Voltaire Foundation and Lausanne, Institut Benjamin Constant. ISBN 0 7294 0280 0.
- Garonna, Paolo (2010). L'Europe de Coppet - Essai sur l'Europe de demain (en francés). Le Mont-sur-Lausanne: LEP Éditions Loisirs et Pėdagogie. ISBN 978-2-606-01369-1.

- Datos: Q3117678
- Multimedia: Groupe de Coppet / Q3117678